# Vương quốc Tavolara
Vương quốc Tavolara là một nhà nước tưởng tượng tuyên bố độc lập vào thế kỷ 19 và 20 ở đảo Tavolara, ngoài khơi bờ biển phía đông bắc đảo Sardinia. Do gia tộc Bertoleoni thành lập và các công dân của nước này tự xưng là một trong những vương quốc nhỏ nhất trên thế giới.

## Lịch sử
Giuseppe Bertoleoni tự mình tuyên bố là vua của vương quốc này. Khi ông qua đời vào những năm 1840, trưởng nam của ông kế vị ngôi "Vua" hiệu là Paolo I. Dưới thời ông vào năm 1861, chính phủ Ý đã trả 12.000 lire cho khu đất ở phía đông bắc cuối hòn đảo để xây dựng một ngọn hải đăng, bắt đầu hoạt động vào năm 1868.
Sau cái chết của Paolo I vào năm 1886, một số tờ báo công bố bản tin rằng thể theo nguyện vọng của ông, hòn đảo này đã trở thành một nước cộng hòa. The New York Times mô tả một chính phủ với tổng thống và hội đồng sáu thành viên được bầu chọn cứ sáu năm một lần bằng một cuộc bỏ phiếu của nhân dân cả nam lẫn nữ. Một số đưa tin về cuộc bầu cử tổng thống được cho là lần thứ ba của Tavolara vào năm 1896. Thế nhưng các bài báo này đã không kết thúc "vương quốc" của dòng họ Bertoleoni.
Vị "vua" thứ ba của Tavolara là Carlo I và người con đã kế vị sau khi ông qua đời vào năm 1928 là "Vua" Paolo II. Về sau Paolo đi ra nước ngoài nhưng vẫn để lại người cô là Mariangela làm nhiếp chính khi ông vắng mặt. Mariangela mất vào năm 1934 và để lại "vương quốc" này cho nước Ý. Cháu trai của bà là Paolo II vẫn còn tuyên bố chủ quyền của vương quốc mãi cho đến khi ông qua đời vào năm 1962. Đồng thời cũng là năm đánh dấu việc thiết lập một trạm phát thanh của NATO trên hòn đảo.
Người đứng đầu hiện tại của gia tộc Bertoleoni là Tonino Bertoleoni, hiện đang điều hành một nhà hàng trên đảo với tên gọi "Da Tonino". Về mặt chính trị thì lợi ích của tiểu quốc này được đại diện trong các giao dịch bên ngoài của mình bởi "Hoàng thân" Ernesto Geremia di Tavolara của La Spezia, Ý, người đã viết một cuốn sách lịch sử về hòn đảo này. Ngôi mộ của Paolo I nằm trong khu nghĩa địa trên đảo và được bao phủ bởi một vương miện.

## Hình ảnh

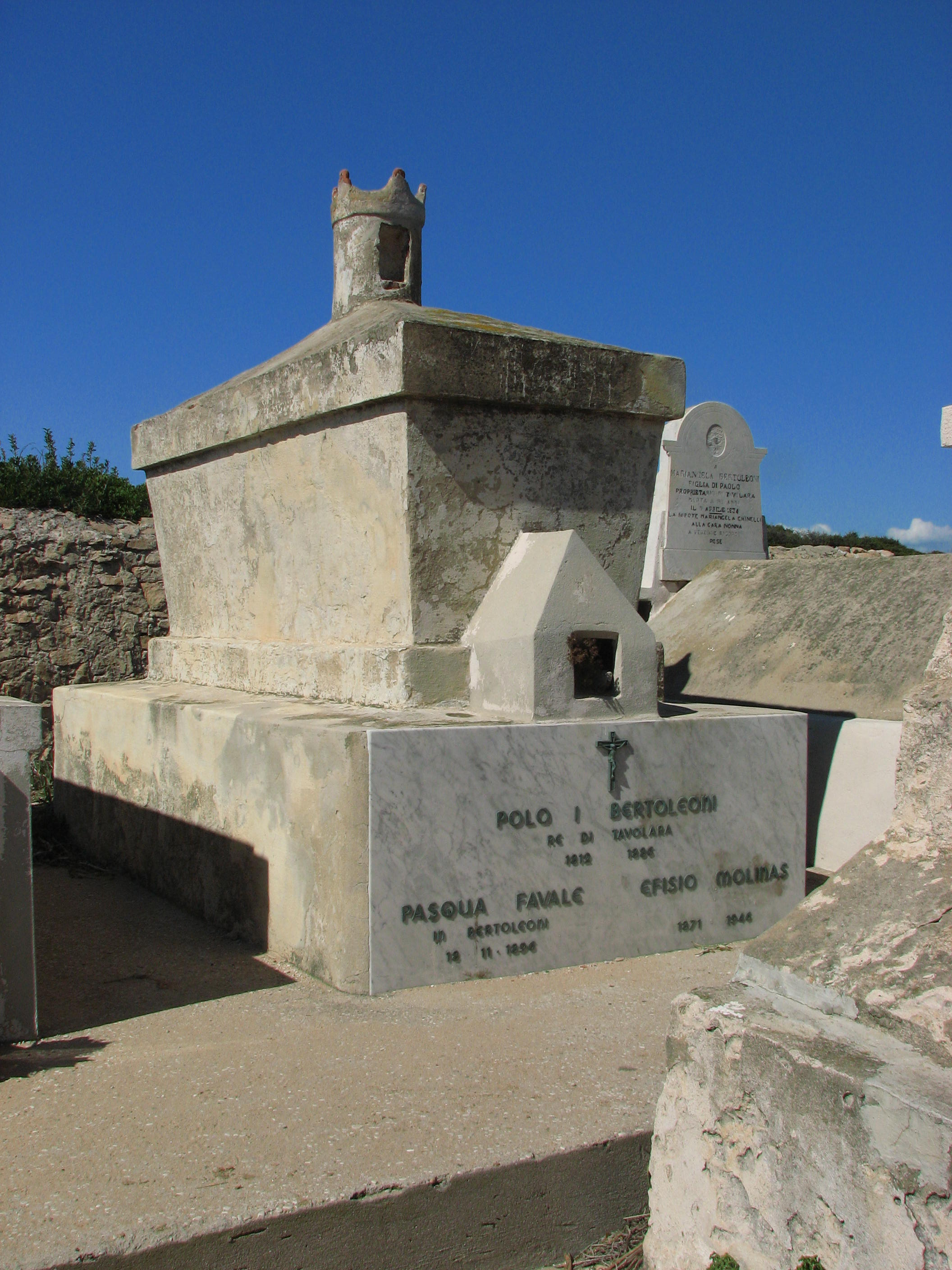
"Ngôi mộ hoàng gia" của Paolo I.